# Selanovți, Vrața
Selanovți (în bulgară Селановци) este un sat în comuna Oreahovo, regiunea Vrața,  Bulgaria. 

## Demografie
Componența etnică a satului Selanovți
     Bulgari (74,74%)
     Romi (2,74%)
     Nicio identificare (22,06%)
     Altele (0,59%)
La recensământul din 2011, populația satului Selanovți era de 3.540 locuitori. Din punct de vedere etnic, majoritatea locuitorilor (74,74%) erau bulgari, cu o minoritate de romi (2,74%). Pentru 22,06% din locuitori nu este cunoscută apartenența etnică.